# Târnava Mare
Târnava Mare ("Store Târnava"; ungarsk: Nagy-Küküllő ; tysk: Große Kokel) er en flod der løber i Rumænien.  Dens samlede længde er 223 km og dens afvandingsareal er 3.666 km2. Dens udspring er i de østlige Karpater, nær kilderne til Mureș og Olt i distriktet Harghita. Den løber gennem de rumænske distrikter Harghita, Mureș, Sibiu og Alba. Byerne Odorheiu Secuiesc, Sighișoara og Mediaș ligger ved Târnava Mare. Den løber sammen med Târnava Mică i Blaj og danner Târnava.

## Byer og landsbyer
Følgende byer og landsbyer ligger langs floden Târnava Mare, fra kilden til mundingen: Subcetate, Zetea, Brădești, Odorheiu Secuiesc, Feliceni, Mugeni, Porumbeni, Cristuru Secuiesc, Secuieni, Sighișoara, Dumșopar, Dumă ȃar, Danișopi, Micăsasa, Valea Lungă, Blaj.

## Bifloder
Følgende floder er bifloder til floden Târnava Mare (fra kilden til mundingen):
Venstre: Chiuveș, Vărșag, șicasău, Pârâul Băutor, Deșag, Brădești, Gorom, Hodoș, Mugeni, Pârâul Caprelor, Scroafa, Pârâul Cărbunarilor, Daia, șapartoc, Valea Dracului, Vâlcădorf, Valea Draculuii, V Valea Mare, Buzd, Moșna, Ighiș, Vorumloc, Vișa, Șeica, Soroștin, Cenade, Spătac, Veza
Fra højre: Tartod, Creanga Mică, Pârâul Rece, Senced, Busniac, Pârâul Sărat, Cireșeni, Beta, Tăietura, Fâneața Îngustă, Feernic, Goagiu, Eliseni, Rogoz,, Valea Morciân, Valea Morciân, Valea Morciân, Valea Chesler, Valea Lungă